# Paquita (ballet)

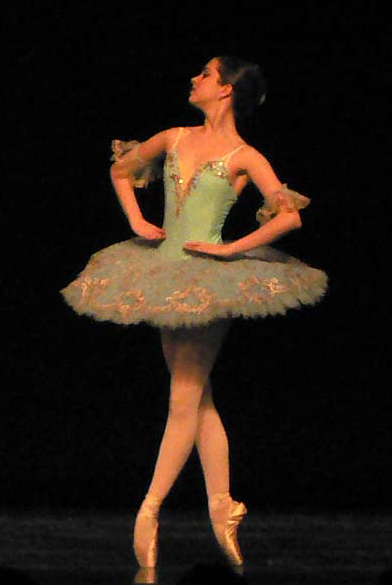
Paquita

Paquita és un ballet-pantomima en dos actes, inicialment coreografiat per Joseph Mazilier sobre música d'Édouard Deldevez. Va estrenar-se a París l'any 1846. El recentment nomenat director del ballet del teatre Mariïnski, el francès Màrius Petipà, va encarregar al seu compositor oficial, Ludwig Minkus, una nova música per a afegir un divertiment a l'escena final a la coreografia de Mazilier.
La nova peça aportada per Petipà, destinada al lluiment dels ballarins, ha passat a la posteritat com a clàssica. Aquesta inclou quatre variacions per a ballarines solistes i una masurca (dansa tradicional polonesa).

## Argument
La trama està ambientada a Espanya a l'inici del segle xix, durant la invasió napoleònica. La Paquita és una jove espanyola de bona família, però que de petita va ser raptada per un grup de gitanos i des de llavors viu separada de la seva família. Ella no recorda el seu passat noble però farà un descobriment. D'altra banda, també salva la vida a un soldat francès, amb qui tindrà una història d'amor.